# Râul Urdești
Râul Urdești este un curs de apă, afluent al râului Elan. 